# 5533 Bagrov
5533 Bagrov è un asteroide della fascia principale. Scoperto nel 1935, presenta un'orbita caratterizzata da un semiasse maggiore pari a 2,2401069 UA e da un'eccentricità di 0,1875624, inclinata di 5,07729° rispetto all'eclittica.